# Lathropus parvulus
Lathropus parvulus – gatunek chrząszcza z rodziny Laemophloeidae.
Gatunek ten opisał po raz pierwszy Antoine Henri Grouvelle w 1902 roku.
Chrząszcz o ciele długości od 1,16 do 1,34 mm. Przedplecze jest dość szerokie, zaokrąglone i przywodzi formą na myśl to u L. robustulus, odróżnia się jednak rzeźbą złożoną z równoległych, ukośnie biegnących linii. Pokrywy są ciemnopomarańczowe z bladą przepaską poprzeczną w przedniej ⅓ długości. Ubarwienie populacji karaibskich jest nieco jaśniejsze niż u populacji kontynentalnych.
Owad neotropikalny, znany z Meksyku, Ameryki Centralnej, Bahamów, Kajmanów, Dominikany oraz Turks i Caicos.